# ماريا كاسال
ماريا كاسال (بالإسبانية: María Casal)‏ هي مقدمة تلفزيونية ومخرجة وممثلة إسبانية، ولدت في 26 فبراير 1958 في مدريد في إسبانيا.

## وصلات خارجية
- ماريا كاسال على موقع IMDb (الإنجليزية)
- ماريا كاسال على موقع تيرنر كلاسيك موفيز (الإنجليزية)
- ماريا كاسال على موقع أول موفي (الإنجليزية)
- ماريا كاسال على موقع قاعدة بيانات الفيلم (الإنجليزية)